# Baron Lyle of Westbourne
Baron Lyle of Westbourne, of Canford Cliffs in the County of Dorset, war ein erblicher britischer Adelstitel in der Peerage of the United Kingdom.

## Verleihung, nachgeordnete Titel und Erlöschen
Der Titel wurde am 13. September 1945 für den konservativen Politiker Sir Leonard Lyle, 1. Baronet geschaffen. Ihm war bereits am 22. Juni 1932 in der Baronetage of the United Kingdom der fortan nachgeordnete Titel Baronet, of Canford Cliffs in the County of Dorset, verliehen worden.
Beide Titel erloschen schließlich beim Tod seines Sohnes, des 2. Barons, am 1. August 1976.

## Liste der Barone Lyle of Westbourne (1945)
- Charles Ernest Leonard Lyle, 1. Baron Lyle of Westbourne (1882–1954)
- Charles John Leonard Lyle, 2. Baron Lyle of Westbourne (1905–1976)